# Gens Hèlvia
La gens Hèlvia (en llatí Helvia gens) va ser una gens romana d'origen plebeu que es menciona als Fasti quan parla de l'ovació concedida a Marc Helvi Blasió l'any 195 aC.
Va sortir de l'obscuritat quan Publi Helvi Pèrtinax va ser emperador l'any 193. Durant la república la gens va usar els cognoms Blasió, Cinna i Mància.
Entre els que no van usar cap cognom especial cal esmentar:
- Gneu Helvi (tribú), militar romà
- Gai Helvi (pretor), magistrat romà.